# Silnice II/314
Silnice II/314 je silnice II. třídy, která vede z Dolní Dobrouče do Horní Čermné. Je dlouhá 9,8 km. Prochází jedním krajem a jedním okresem.

## Vedení silnice

### Pardubický kraj, okres Ústí nad Orlicí
- Dolní Dobrouč (křiž. II/313)
- Petrovice
- Dolní Čermná (křiž. III/3141, III/31514)
- Horní Čermná (křiž. II/311)